# ユリヤ・テプリヒ
ユリヤ・テプリヒ(ラトビア語: Julija Teplih, 英語: Julia Teplih, 1984年6月26日 - )は、ラトビアリガ出身の女性フィギュアスケート選手(女子シングル)。
2006-07年シーズンラトビアフィギュアスケート選手権優勝。同シーズンヨーロッパフィギュアスケート選手権、世界フィギュアスケート選手権ラトビア代表。
翌2007-08年シーズンのラトビアフィギュアスケート選手権には出場せず、低年齢クラスでジャッジを務めている。

## 主な戦績
| 大会/年            | 2000-01 | 2001-02 | 2002-03 |  | 2006-07 |
| 世界選手権         |         |         |         |  | 39      |
| 欧州選手権         |         |         |         |  | 36      |
| ラトビア選手権     | 1       | 4       | 5       |  | 1       |
| フィンランディア杯 |         |         | 12      |  |         |

### 詳細
| 2006-2007 シーズン   |                                                        |          |    |      |
| 開催日               | 大会名                                                 | SP       | FS | 結果 |
| 2007年3月19日 - 25日 | 2007年世界フィギュアスケート選手権（東京）             | 39 31.19 | -  | 39   |
| 2007年1月22日 - 28日 | 2007年ヨーロッパフィギュアスケート選手権（ワルシャワ） | 36 24.70 | -  | 36   |

| 2002-2003 シーズン  |                                  |    |    |      |
| 開催日              | 大会名                           | SP | FS | 結果 |
| 2002年10月4日 - 6日 | フィンランディア杯（ヘルシンキ） | 12 | 12 | 12   |